# Bruce Deans
Ian Bruce Deans (Distrito de Hurunui, 25 de noviembre de 1960-16 de agosto de 2019) fue un jugador neozelandés de rugby que se desempeñaba como medio scrum. Era hermano menor de Robbie Deans y sobrino nieto de Bob Deans, ambos también jugadores de rugby.

## Selección nacional
Debutó con los All Blacks en mayo de 1988 para enfrentarse a los Dragones rojos (test match). Fue un jugador de paso fugaz por su seleccionado debido a su retiro anticipado por lesiones. Con solo 29 años y cuando ya se había ganado la titularidad, disputó su último partido en agosto de 1989 ante los Wallabies (Copa Bledisloe). En total jugó diez partidos y marcó 24 puntos, producto de seis tries (un try valía cuatro puntos hasta 1992).

### Participaciones en Copas del Mundo
Brian Lochore lo convocó sin haber debutado en los All Blacks y como suplente del capitán David Kirk, que jugó todos los partidos y no salió siquiera cuando perdió el conocimiento en el partido ante los Pumas, por lo que dejó a Deans sin jugar.
| Mundial                       | Sede          | Resultado | PJ | Tries |
| ----------------------------- | ------------- | --------- | -- | ----- |
| Copa Mundial de Rugby de 1987 | Nueva Zelanda | Campeón   | 0  | 0     |

## Palmarés
- Campeón de la Copa Bledisloe de 1988 y 1989.
- Campeón del South Pacific Championship de 1986.
- Campeón del National Provincial Championship de 1983.